# Бондарівка (станція)
Бондарівка — проміжна залізнична станція 5 класу Конотопської дирекції Південно-Західної залізниці на лінії Бахмач-Пасажирський — Деревини.
Розташована в Борзнянському районі Чернігівської області між станціями Доч (15 км) та Бондарівка (10 км).
На станції зупиняються потяги місцевого сполучення.